# Masála
Jako masála se označují různé směsi koření indického původu (dévanágarí: मसाला, masālā, doslova znamená „směs koření“).
Různé masály se liší složením, místem původu i účelem. Občas bývá rozdíl dokonce v jednom druhu od různých výrobců.
Složkami masály bývá často chili, koriandr, máta, česnek, zázvor, kurkuma a další.
Jako masála se v Indii označuje i to, co je jinde známo jako „karí“ (curry).
- Dátá masála – jinak též Yogi chai, speciální směs k dochucení černého čaje
- Čát masála – dochucení jídel a nápojů
- Garam masála – pikantní směs („garam“ znamená „horká“)
- Tandoori masala – k marinování, ke grilování
- Kari koření – známá směs žluté barvy různého složení